# Quinto Cúrcio Rufo (cônsul em 43)
Cúrcio Rufo (em latim: Curtius Rufus) foi um senador romano mencionado por Tácito e Plínio, o Jovem, em diversas ocasiões durante os reinados de Tibério e Cláudio. É provável que seja a mesma pessoa que o historiador Quinto Cúrcio Rufo, mas esta identificação não é consenso entre os estudiosos. Não se sabe com certeza o prenome de Cúrcio Rufo. Se ele de fato for o historiador, o prenome seria "Quinto" (em latim: Quintus ou Quinctus).

## Origem
Segundo Tácito, havia um rumor na época de que Cúrcio seria filho de um gladiador, uma grande desonra para alguém da prestigiosa e nobre gente Cúrcia, uma das mais antigas de Roma. Apesar de afirmar em seguida que o rumor é uma difamação, ele se recusa a contar o que sabe. A conclusão é que ele não compartilhava do status consular de sua família porque seu pai, apesar de não ser um gladiador, não era um Cúrcio. Tibério afirmou que "Cúrcio Rufo parece-me ser seu próprio ancestral" (em latim: ex se natus), o que, segundo ele, "lança um véu sobre o descrédito de sua origem". É possível que ele estivesse apenas afirmando que Cúrcio era um homem novo, o primeiro de sua família a atingir o status consular, o que só viria a ocorrer cinco anos depois, talvez uma indicação de que Tibério desejava elevá-lo, um costume bastante comum entre os imperadores da dinastia júlio-claudiana, que desconfiavam das antigas famílias nobres.
Uma inscrição encontrada em Orange, antiga Aráusio, testemunha uma reorganização dos lotes de terras na região determinada pelo imperador Vespasiano por volta de 77 e cita Quinto Cúrcio Rufo: "Q(uinto) Curtio Rufo IIvir(o) et invent(ore)" ("Quinto Cúrcio Rufo, duúnviro e descobridor"). A exegese deste texto por André Piganiol conclui, pela data, que trata-se de um filho do historiador. Salviat, por outro lado, afirma que a inscrição, por tratar de uma restauração de uma distribuição de terras anterior, pode estar se referindo a eventos ocorridos a qualquer momento desde a época de Augusto até a de Vespasiano. Não haveria, portanto, a necessidade de se pressupor a existência de um filho de Cúrcio Rufo. Ainda segundo ele, Cúrcio seria um oficial imperial, provavelmente um legado para a Germânia Inferior, com poderes para redistribuir as terras na região. Seu interesse em Aráusio seria derivado do fato de ele ser nativo da cidade e ter atuado como duúnviro ali. Com base em outras inscrições encontradas na região e nas funções realizadas pelos duúnviros e legados na época, Salviat propõe que Cúrcio Rufo seja natural de Valence.

## Carreira
A primeira menção de Cúrcio fora de sua região natal e a sua primeira posição no cursus honorum é como companheiro ("comes") do procônsul da África, ou seja, um membro da corte do governador da província. Plínio, o Jovem, explica que ele era um "tenuis obscurus", ou seja, um jovem pobre no início de sua carreira.
Tácito afirma que a posição do empregador de Cúrcio era questor, o oficial financeiro da corte e não o governador propriamente. Não há indícios de que Cúrcio tenha ido para Roma e é provável que ele tenha deixado a Gália via Massília depois de acabar com seu dinheiro e conseguir um emprego no grupo do questor. Ainda na África, Cúrcio parece ter tido uma experiência sobrenatural da qual ele não fez questão nenhuma de esconder e que, de fato, pode ter ajudado na sua carreira. Numa carta a Lúcio Licínio Sura sobre se os "phantasmata" eram reais ou ficções "vazias e vãs" de uma mente aterrorizada, Plínio afirma que eram reais por causa "das coisas aconteceram com Cúrcio Rufo": Cúrcio estava descansando num pórtico quando viu a figura de uma mulher, que Tácito chama de "aparição". Tácito conta também que a cidade era Hadrumeto, longe de Alexandria. O relato de Plínio afirma que ela era "África, a anunciadora de eventos futuros". Ela teria dito que Cúrcio retornaria para a província como cônsul segundo Tácito ou que ele iria para Roma para receber homenagens segundo Plínio. Mas que retornaria com autoridade suprema, mas morreria em seguida.
Entre um jovem comes de um questor na África até o consulado há um enorme intervalo. Tácito afirma que ele partiu para Roma, onde, graças aos generosos gastos de seus amigos e de sua própria engenhosidade, conseguiu chegar ao posto de questor. Tácito não informa onde ele serviu, nem o tipo de questor que ele era e nem a duração de seu mandato. Não há menção de que ele tenha se juntado ao exército romano e, se ele permaneceu em Roma, a única opção seria a Guarda Pretoriana. A menção aos amigos é significativa, pois nada havia sido dito sobre eles antes. Por isso, a ideia de que ele tenha se juntado ao grupo de Lúcio Élio Sejano, o prefeito pretoriano, é plausível. Sejano tinha um círculo de amigos que incluía praticamente todos os autores talentosos de Roma, o que pode ter atraído Cúrcio. Contudo, são evidências circunstanciais, pois não há indicativos destas relações nas obras dos autores antigos.
Seja qual for o tipo de questor, o fato é que Tibério se impressionou com o trabalho de Cúrcio. Depois de um tempo não especificado, ele concorreu ao cargo de pretor. Tácito afirma que ele competiu com candidatos nobres, mas o voto do imperador foi para ele. Foi nesta ocasião que Tibério afirmou que Cúrcio era um "homem de seus próprios recursos". Como aparentemente Tibério apareceu em público durante a votação, ela deve ter ocorrido antes de 26, quando ele se retirou para Capri para nunca mais voltar a Roma, deixando a administração a cargo de Sejano. Se for este o caso e se Cúrcio estava sendo preparado para o consulado com a idade mínima de 25 anos, ele deve ter nascido no máximo em 1. Havia muito menos pretores do que questores no Império, mas ainda assim Tácito não menciona que tipo de pretor ele era ou onde ele serviu. Também não há menção de feitos, amigos ou família e a teoria mais provável é que, se Cúrcio de fato era aliado de Sejano, ele deve ter compartilhado de pelo menos parte de sua desgraça quando ele caiu em 31.

## Anos faltantes
Depois que Sejano foi executado, em 31, Tibério se recusou a retornar para Roma e o Império ficou sem direção até sua morte, ainda em Capri, em 37. Em seu testamento, ele deixou o trono para seus dois herdeiros, Calígula e Tibério Gêmelo, mas o primeiro movimento de Calígula foi alterar o testamento e assassinar Tibério. Apoiando-se na Guarda Pretoriana, os primeiros meses de seu governo foram bons e ele se tornou um imperador popular. Contudo, depois de quase morrer de uma doença (ou de uma tentativa de envenenamento), o comportamento de Calígula ficou errático. Ele foi assassinado em 41 por Cássio Quereia, um dos membros de uma grande conspiração para mudar o imperador. Na mesma noite, provavelmente a mesma noite mencionada por Quinto Cúrcio Rufo em sua obra sobre Alexandre, o Grande, o Senado debateu o fim do principado, mas a Guarda Pretoriana interveio e propôs a eleição de Cláudio, tio de Calígula.
Neste período, nem uma palavra é dita sobre Cúrcio Rufo e a resposta possivelmente está na perda do livro V dos "Anais" de Tácito. É certo que ele conseguiu escapar dos expurgos posteriores à queda de Sejano, algo que não seria possível se ele fosse um aliado ativo ou amigo próximo da família dele. Nada mais se sabe sobre ele por mais de uma década.

## Anos finais
Em 47, Rufo recebeu a ornamenta triumphalia de Cláudio por ter conseguido abrir as minas de prata no território dos matíacos, o que parece ter ocorrido sem um confronto militar. Segundo Tácito, o evento levou a uma carta sarcástica das legiões implorando para que Cláudio concedesse triunfos imediatamente depois de comandos militares serem conferidos.
Tácito lembra que durante uma longa velhice de "enfada sicofância aos que estavam acima dele, de arrogância aos que estavam abaixo e de morosidade entre seus pares", tendo sido finalmente cônsul sufecto em 43 e recebido seu triunfo em 47, Cúrcio recebeu a província da África, onde ele acabou morrendo, cumprindo a profecia de sua juventude. Plínio, o Jovem, também nota, em sua carta a Sura, que ele ficou doente assim que chegou na África depois de encontrar a figura feminina novamente no porto.